# George Henry Hodgson
George Henry Hodgson (Londres, 25 de enero de 1817 - Isla del Rey Guillermo, c. 1848) fue un oficial y explorador británico perteneciente a la Marina Real Británica. Luchó en la primera guerra del Opio. Sirvió como teniente segundo del capitán Francis Crozier a bordo del HMS Terror durante la expedición de John Franklin de 1845, que pretendía cartografiar el Ártico y cruzar el paso del Noroeste.

## Vida y carrera naval

### Primeros años
Hodgson nació el 25 de enero de 1817 en Londres, hijo del rector y futuro decano de Carlisle Robert Hogdson y su esposa Mary Tucker. Su hermana mayor era Henrietta Mildred Hodgson, esposa de Oswald Smith y tatarabuela de la reina Isabel II del Reino Unido. Por parte paterna, era primo del eminente naturalista Brian Houghton Hodgson.
Hodgson se alistó en la Royal Navy el 14 de junio de 1832, cuando tenía quince años. Primero sirvió frente a la costa de Lisboa como guardiamarina a bordo del HMS Revenge bajo el mando del capitán Donald Hugh Mackay. En el verano de 1834, sirvió en Sudamérica a bordo del North Star bajo el mando del capitán Octavius Vernon Harcourt. En 1836, lo hizo en el HMS Dido con el capitán Lewis Davies, al que siguió un servicio en el Mediterráneo a bordo del HMS Pembroke bajo orden del capitán Fairfax Moresby, que duró hasta febrero de 1840. En octubre de 1840, fue destinado al buque artillero HMS Excellent en Portsmouth, dirigido por el capitán Thomas Hastings.

### Primera guerra del Opio
Hodgson llegó a China a bordo del buque HMS Cornwallis en 1842. Resultó ligeramente herido en una pelea con un soldado chino durante la batalla de Segaon. Posteriormente, luchó en las batalla de Chapu, de Wusong, la toma de Shanghái, la batalla de Chinkiang y la pacificación de Nankín.
El 21 de julio de 1842, Hodgson participó en la batalla de Chinkiang, asaltando la ciudad fortaleza de Zhenjiang, cerca de la confluencia del Gran Canal y el río Yangtze. La batalla fue sangrienta, y los aproximadamente 1 500 abanderados manchúes, mal entrenados y equipados, ofrecieron una inesperada resistencia antes de que muchos huyeran y mataran a sus familias y a sí mismos. En los combates, treinta y cuatro británicos murieron y ciento siete resultaron heridos. Otros diecisiete marineros e infantes de marina británicos murieron ese día por insolación debido al calor. Hodgson, junto con los oficiales de la Royal Navy Granville Loch y el futuro comandante del HMS Erebus, James Fitzjames (que resultó herido), se distinguieron al precipitarse por el Gran Canal para evaluar su capacidad de vadeo mientras estaba bajo fuego. Por su servicio en la batalla, recibió su comisión el 23 de diciembre de 1842, con lo que fue ascendido de oficial a teniente.

### Carrera después de China
Tras su nombramiento, Hodgson fue destinado al HMS Wanderer a las órdenes del capitán George Henry Seymour. A bordo del Wanderer participó en una exitosa batalla contra los piratas malayos. Otros dos hombres del HMS Terror, el mayordomo de oficiales subalternos William Gibson y el capitán de proa Harry Peglar, también sirvieron a bordo del Wanderer durante su carrera naval. Cinco oficiales de la Expedición Franklin sirvieron por última vez en el Excellent antes de servir en la expedición: Hodgson y John Irving (Terror), James Walter Fairholme, Robert Sargent y Charles Frederick Des Voeux (Erebus).

### Expedición Franklin
El comandante James Fitzjames, compañero de Hodgson desde su época en China, seleccionó a Hodgson para servir en el HMS Terror el 4 de marzo de 1845, el mismo día que seleccionó a Charles Hamilton Osmer, Edwin Helpman, Henry Thomas Dundas Le Vesconte, Henry Collins y Charles Frederick Des Voeux. El 26 de junio de 1845, mientras estaba en el mar antes de desembarcar en Groenlandia, Fitzjames informó en sus cartas que Hodgson estaba enfermo, pero que se había recuperado por la noche. El 10 de julio de 1845, en las islas Whalefish, Fitzjames informó que él, Fairholme y Hodgson contaron doscientos ochenta icebergs en el agua desde la cima de una colina cercana. La última vez que los barcos y los 129 hombres a bordo, incluido Hodgson, fueron vistos por los europeos fue cuando entraron en el Estrecho de Davis el 28 de julio de 1845. Sólo los huesos dispersos, los artefactos, los testimonios de los inuit y unos pocos materiales escritos proporcionaron información sobre el destino de los hombres. Todos los oficiales y la tripulación de la expedición fueron declarados oficialmente muertos en marzo de 1854.
En la isla del Rey Guillermo se encontraron una cuchara de postre y una cuchara de mesa de plata pertenecientes a Hodgson. Ambas cucharas fueron encontradas por el teniente W. R. Hobson, de la Expedición Ártica Francis Leopold McClintock, en una embarcación abandonada en la bahía de Erebus en mayo de 1859, y llevan grabado el escudo personal de Hodgson: una paloma que sostiene una rama de olivo posada sobre unas rocas.